# Blohm & Voss Bv 222
Blohm & Voss BV.222 «Wiking» (рус. Викинг) — немецкий дальний гидросамолёт-разведчик времён Второй мировой войны. BV.222 был крупнейшим гидросамолётом Люфтваффе.

## Создание и описание
В 1936 году авиакомпания Lufthansa сформировала требования к самолёту для трансатлантических перевозок. Победителем выявили самолёт BV.222, созданный под руководством Рихарда Фогта. BV.222 представлял собой цельнометаллическую шестимоторную летающую лодку. BV.222 имел 9-цилиндровый звёздообразный двигатель водяного охлаждения Bramo 323R-2. Lufthansa не получила ни одного BV.222 из-за начала Второй мировой войны, все 13 экземпляров BV.222 были переданы Люфтваффе. Было выпущено две модификации: ВV.222A и ВV.222C.

## Боевое применение

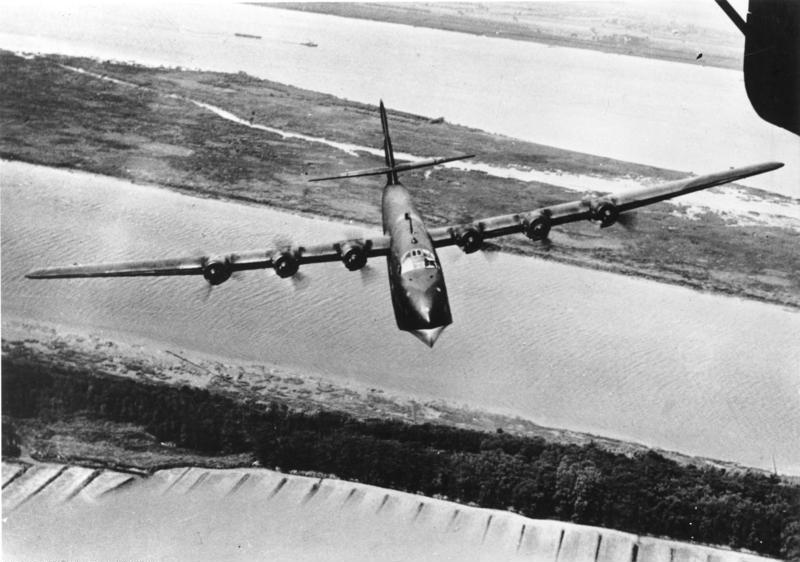
Blohm & Voss BV.222 «Wiking» в полёте

ВV.222 применялись как транспортные и как морские разведчики. В июле — августе 1941 года ВV.222 совершал полёты между Германией и Норвегией, а в сентябре между Грецией и Ливией. ВV.222 служили как транспортные самолёты на Средиземном море. С 1942 года ВV.222 привлекались для снабжения итало-немецких войск в Ливии, при этом два ВV.222 были сбиты. В 1943 году ВV.222, после модернизации в Германии, были переданы на Атлантическое побережье Франции, где использовались до 1944 года. После окончания войны уцелевшие самолёты ВV.222 стали английскими и американскими трофеями.

## Лётно-технические характеристики
Модификация: BV.222A
- Экипаж: 11 человек
- Длина, м: 36,5
- Высота, м: 10,9
- Размах крыла, м: 46
- Площадь крыла, м²: 247
- Масса пустого, кг: 28575
- Нормальная взлётная масса, кг: 45640
- Двигатель: 6 × Bramo323R-2
- Мощность, л. с.: 6 × 1200
- Макс. скорость, км/ч: 309
- Крейсерская скорость, км/ч: 277
- Практическая дальность, км: 7400
- Скороподъёмность, м/мин: 125
- Практический потолок, м: 6500
- Вооружение: 3 × 20-мм пушки MG 151/20 в передней башне и подкрыльевых башнях, 1 × 13-мм пулемёт MG 131 и 2 × 7,92-мм пулемёта MG 81 в боковых окнах